# Rosellinia conferta
Rosellinia conferta är en svampart som beskrevs av Lar.N. Vassiljeva 1998. Rosellinia conferta ingår i släktet Rosellinia och familjen kolkärnsvampar.   Inga underarter finns listade i Catalogue of Life.